# Kamilianie
Kamilianie, Zakon Kleryków Regularnych Posługujących Chorym – zakon założony przez św. Kamila de Lellis w 1584 roku, a zatwierdzony przez Papieża Grzegorza XIV 21 września 1591 roku.

## Historia
W XVIII w. zakon przeżywał poważne problemy spowodowane polityką Napoleona Bonaparte i rządów włoskich. Odrodzenie nastąpiło w połowie wieku XIX po założeniu prowincji Kamilianów w Wenecji przez księdza z Werony Kamila Cezara Brescianiego. Powstały kolejne prowincje Kamilianów we Włoszech (Rzym, Sycylia, Piemont), a do końca wieku Kamilianie byli obecni w Hiszpanii, Francji, Holandii i Niemczech. W pierwszej połowie XX wieku zakon pojawił się w Brazylii, Polsce, na wyspach Brytyjskich, w Ameryce północnej i południowej (Peru i Argentyna). Po II wojnie światowej kamilianie rozpoczęli misje w Afryce, Azji i Ameryce Łacińskiej. W 1946 roku rozpoczęli misję w Chinach skąd musieli wyjechać po dojściu komunistów do władzy. W 1952 roku przenieśli się do Tajlandii, gdzie prowadzą jedną z większych misji. Obecnie zakon Kamilianów działa w ponad 30 krajach. Obecnym przełożonym generalnym zakonu jest o. Pedro Tramontin. Przełożonym Prowincjalnym Polskiej Prowincji był od maja 2007 r. do 2017 o. Arkadiusz Nowak. W 2017 Prowincjałem w Polsce został wybrany o. dr Mirosław Szwajnoch.

## Śluby
Kamilianie poza ślubami ubóstwa, czystości i posłuszeństwa składają dodatkowo ślub służenia chorym.

## Kamilianie w Polsce
Na początku XX w. kamilianie otworzyli ośrodki w Miechowicach (dziś dzielnica Bytomia), Zabrzu i Tarnowskich Górach na Górnym Śląsku. W 1946 r. powstała polska prowincja zakonu. W 1950 r. władze komunistyczne odebrały zakonowi prowadzone przez niego szpitale. Po 1990 r. kamilianie odzyskali swoje placówki oraz utworzyli nowe. Prowadzą szpital św. Kamila w Tarnowskich Górach, domy pomocy społecznej i ośrodki opiekuńczo-lecznicze w Zbrosławicach, Zabrzu, Pilchowicach i Hutkach oraz Readaptacyjno–Rehabilitacyjne dla narkomanów, nosicieli wirusa HIV i chorych na AIDS w Konstancinie, Piastowie i Karczewie. Z kolei w Warszawie-Ursusie prowadzą Kamiliańską Misję Pomocy Społecznej, która niesie wszechstronną pomoc ludziom ubogim. Od 2007 roku współpracują z Instytutem Centrum Zdrowia Matki Polki w Łodzi. Pracują też jako kapelanii szpitalni w Warszawie, Tworkach, Zabrzu i Białej. Opiekują się również chorymi w domach prywatnych – szczególnie umierającymi. Dla kandydatów do zakonu prowadzą nowicjat w Taciszowie k. Gliwic oraz seminarium duchowne w Łomiankach.
Polscy kamilianie pracują także w Niemczech, Francji, Włoszech oraz na misjach na Madagaskarze, gdzie prowadzą szpital, aptekę, szkołę i wioskę trędowatych. 25 maja 2022 r. otworzyli Centrum Diagnostyczno-Rehabilitacyjne dla osób niepełnosprawnych w mieście Akhaltsikhe w Gruzji.
Najbardziej znani polscy kamilianie to o. Bogusław Paleczny (1959-2009), organizator pomocy dla bezdomnych, oraz o. Arkadiusz Nowak – społecznik, współzałożyciel (Res Humanae – Polska Fundacja Pomocy Humanitarnej), organizujący pomoc dla narkomanów i chorych na AIDS oraz prezes Instytutu Praw Pacjenta i Edukacji Zdrowotnej.

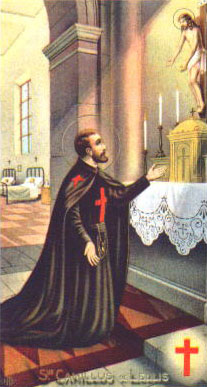
Św. Kamil de Lellis w habicie kamiliańskim

## Habit
Kamilianie noszą czarny habit (misjonarze biały) z czerwonym krzyżem na piersi.

## Czerwony Krzyż
Symbolem Kamilianów jest czerwony krzyż – międzynarodowy znak oddania i służby. W roku 1586 papież Sykstus V dokumentem Breve Cum nos nupe udzielił zgody kamilianom na noszenie krzyża. Znane są przykłady wielu cudów związanych z czerwonym krzyżem. Jednym z nich jest historia z 1601 roku z bitwy pod Canizzą, gdy jedyną rzeczą, jaka ocalała ze spalonego namiotu medyków, był właśnie czerwony krzyż z habitu kamiliańskiego.

## Kamilianki
Żeńskim odpowiednikiem zakonu Kamilianów jest Zgromadzenie Córek świętego Kamila.